# Jovanoes
Jovanoes (em árabe: Jovānōy) foi um oficial persa do século V, ativo no reinado do xá Isdigerdes I (r. 399–420) como escriba chefe (saíbe do divã arrassael). Diz-se que em 420 foi enviado pela nobreza à corte do rei lacmida Alamúndaro (r. 418–462) em Hira para evitar que ajudasse o futuro Vararanes V (r. 420–438) e permitir que Cosroes, o Usurpador (r. 420) fosse nomeado. Porém, quando Javanoes encontrou-se com Vararanes, chegaram a um acordo. Mais tarde, Javanoes é citado como secretário real de Vararanes.